# 3623 Chaplin
3623 Chaplin este un asteroid din centura principală, descoperit pe 4 octombrie 1981 de Liudmila Karacikina.